# افزلچین
افزلچین (به انگلیسی: Afzelechin) با فرمول شیمیایی C۱۵H۱۴O۵ یک ترکیب شیمیایی با شناسه پاب‌کم ۴۴۳۶۳۹ است. که جرم مولی آن ۲۷۴٫۲۶ g/mol می‌باشد. 